# صاسام

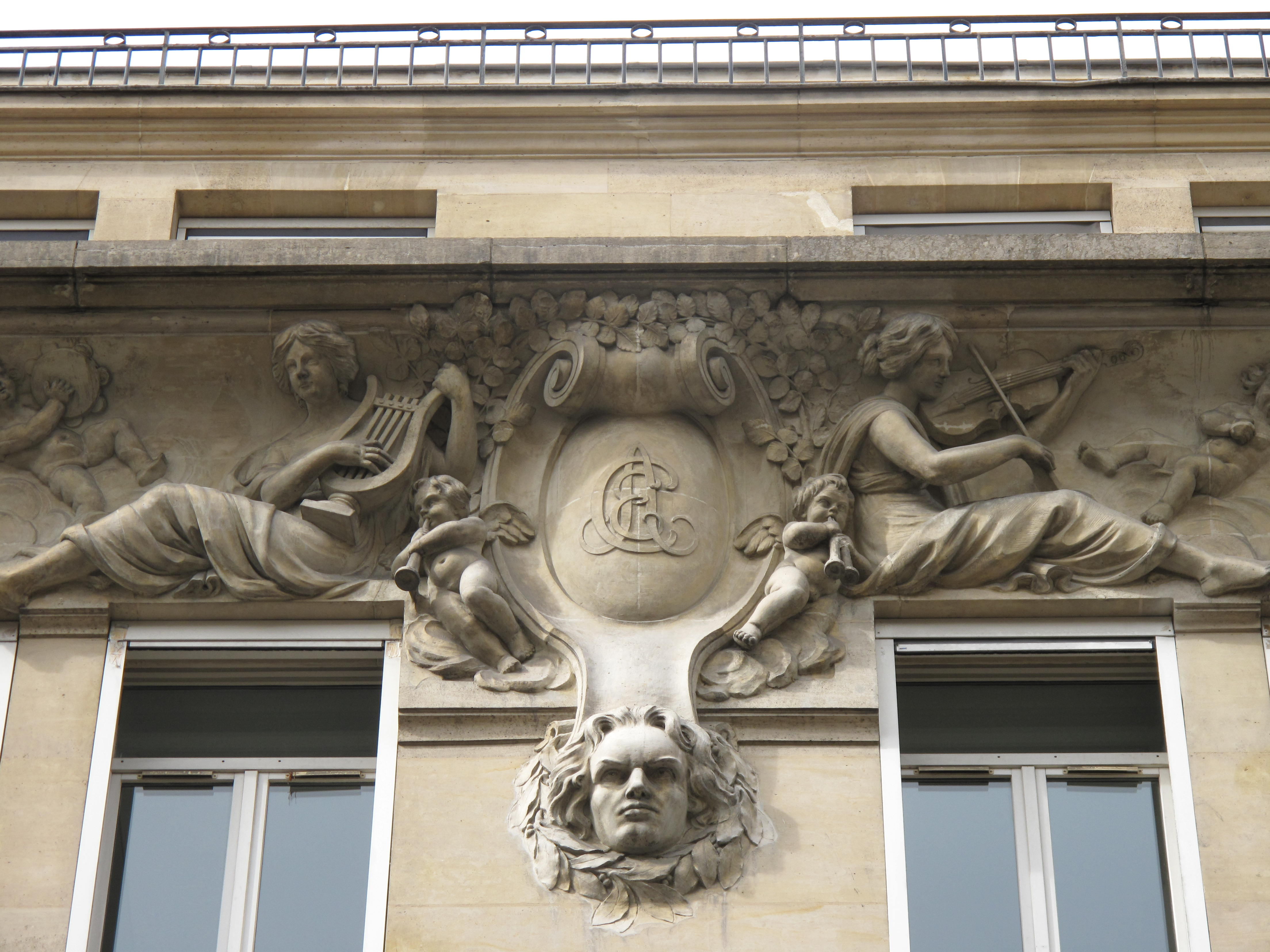

صاسام (بالفرنسية: Société des Auteurs, Compositeurs et Éditeurs de Musique أي مؤسسة المؤلفين، الملحنين، ومنتجي الموسيقى) هي شركة فرنسية خاصة بحماية حقوق الأعضاء والفنانين في مجال الموسيقى والتأليف. يقع مقرها في نويي سور سان بضواحي باريس، ويعمل فيها 1450 موظف (2005).
تأسست صاسام عام 1850 من طرف ثلاث موسيقيين. وصل دخلها عام 2005 إلى 757 مليون يورو، منها 608 مليون يورو ذهبت إلى أصحاب الحقوق من الموسيقيين والمؤلفين . مثلت 110.000 موسيقي عام 2005 أيضا.

## جوائز صاسام الكبرى
كل عام يتم منح جائزة الموسيقى لعدد من المؤلفين والموسيقيين من طرفها، كان الفائزون لعام 2007 هم:
- موسيقى تصويرية: برونو كولايس.
- مؤلف أفلام: راؤول سانغلا.
- شعر: ميشال بوتور.
- أغاني فرنسية: (الملحن والمؤلف) جاك ديمارني.
- أغاني فرنسية: (الملحن والمغني) إيدي ميتشيل.
- فكاهة: ألكسندر أستي (كاميلوت).
- ناشر موسيقى: ماكس أمهوكس (إيما للإنتاج).
- الموسيقى السمفونية: فيليب فينيلون.
- الموسيقى التقليدية والعالمية: كازاف.
- جاز: باتريس كاراتيني.

## وصلات خارجية
- الموقع الرسمي.